# Herman Verbruggen
 (juillet 2024).
Si vous disposez d'ouvrages ou d'articles de référence ou si vous connaissez des sites web de qualité traitant du thème abordé ici, merci de compléter l'article en donnant les références utiles à sa vérifiabilité et en les liant à la section « Notes et références ».
Herman Verbruggen, né le 25 janvier 1963 à Kapellen, est un acteur belge néerlandophone. 

## Biographie
Herman Verbruggen joue du théâtre de rue depuis plusieurs années avec la compagnie Aksident, qu'il a fondée, lorsqu'il a été recruté en 1993 pour incarner le personnage Marc Vertongen dans la série télévisée flamande F.C. De Kampioenen. 
Après l'arrêt de la célèbre série télévisée, il ne reprend son rôle de Marc qu'en 2013 dans le long métrage dérivé Kampioen, zijn is plezant.

## Filmographie
- 1990 : F.C. De Kampioenen : Marc Vertongen